# Rothbächer Teich
Der Rothbächer Teich ist ein im 16. Jahrhundert angelegter Kunstteich und Bestandteil der Revierwasserlaufanstalt Freiberg.

## Lage
Der Teich liegt etwa 2 Kilometer südöstlich von Brand-Erbisdorf. Er befindet sich im Münzbachtal zwischen dem Erzengler Teich und dem Lother Teich.

## Geschichte
Er wurde 1568–1596 angelegt, 1848 sowie 1936 erweitert und umgebaut. Sein Wasser erhält er aus dem Münzbach oder der Müdisdorfer Rösche. Der Damm ist als Erddamm mit Lehmdichtung und Tarrasmauer ausgeführt. Auf ihm befindet sich ein Striegelhaus mit der einzigen originalen Striegelanlage. Unterhalb des Teiches befindet sich ein so genannter Rothbächer Wasserteiler.
Der Rothbächer Teich erfüllt die Funktion eines Ausgleichspeichers zwischen oberer- und unterer Wasserführung der Unteren Revierwasserlaufanstalt. Insbesondere dient der Teich der gleichmäßigen Verteilung von Rohwasser. Darüber hinaus wird der Rothbächer Teich als Angelgewässer genutzt. Die Betriebseinrichtungen befinden sich hier noch im historischen Zustand.